# Ко Кван Мін (хокеїстка на траві)
Ко Кван Мін (20 лютого 1981) — південнокорейська хокеїстка на траві. Учасниця жіночого турніру на літніх Олімпійських іграх 2004. Зіграла 6 мітчів і забила 1 гол у ворота збірної Південної Африки.